# 전상의 충신각
전상의 충신각은 충청북도 청주시 청원구에 있다. 2015년 4월 17일 청주시의 향토유적 제112호로 지정되었다.

## 개요
귀성도호부사 전상의의 충절을 기리기 위해 세운 정려각이다.